# Pere Pruna
Pere Pruna Ocerans (Barcelona, 1904-1977) fue un pintor e ilustrador Español de estilo figurativo.
En 1920, con solo 17 años y sin apenas ninguna formación académica, viajó a París. Sebastián Sunyer le proporcionó una carta para que se presentase a Pablo Picasso, quien se encontraba en su época clasicista de vuelta al orden, un estilo que adoptará Pruna en adelante. Bajo la protección de Picasso se introdujo muy pronto en los círculos intelectuales y artísticos de la vanguardia parisina. En 1924 expuso con Apel·les Fenosa en la galería Percier, prologando el catálogo Max Jacob. Esta etapa fue acaso la más estimulante de su carrera y por ella se le engloba en la llamada "Escuela de París", al haber gozado de estima en la capital francesa gracias a su pintura delicada, que conecta muy directamente con el Picasso de la etapa neoclásica. Fue también escenógrafo y figurinista de los Ballets Rusos de Sergéi Diágilev y en 1928 obtuvo el 2º premio del Instituto Carnegie de Pittsburgh. 
Aunque Pere Pruna fue autor de pinturas como Alegoría de la República, al estallar la guerra civil española, la visión de los incendios de iglesias y conventos, sin ningún respeto hacia las obras de arte que se destruían indiscriminadamente, le llevó a alistarse  en el ejército nacional. Hasta ese momento había expuesto con éxito en Chicago, Nueva York, Ámsterdam, entre otros lugares. En 1936 y 1938 lo hizo en la Bienal de Venecia. Concluida la guerra, de nuevo en Barcelona, perpetuó su estilo plácido y refinado desde la Sala Parés de la ciudad condal.
Realizó pinturas murales y otras de gran formato con temática religiosa, manteniéndose fiel a su estilo, si bien, a la par que realizaba delicados desnudos, hacía obras experimentales con collages e introduciendo otros elementos; otras disociando los colores del fondo con la figura esgrafiada encima. Tal vez su aportación más original sea la utilización de cera virgen para realizar carnaciones (pero sin seguir la técnica habitual de encáustica). 
La figuración de Pruna se caracteriza por su línea estilizada y diáfana, y sintoniza con la vuelta al orden posterior a la ruptura que supusieron las vanguardias. Ello permite comparar su arte con corrientes europeas del momento, como los "valores plásticos" italianos (Cabeza de escayola y tulipán, 1929).
El interés de Pruna se centró en el retrato y sobre todo en la figura femenina, en forma de desnudos y escenas de inspiración mitológica. De esta última faceta es claro ejemplo su serie de ilustraciones de 1946 para una edición del libro Amor y Psique, adaptación del siglo XV de un relato de Apuleyo. Pruna también pintó algunos bodegones.